# 程砚秋故居
39°55′41″N 116°22′04″E / 39.927927°N 116.367794°E
程砚秋故居是京剧旦角表演艺术家程砚秋在北京的故居，位于北京市西城区西四北三条39号（原为报子胡同18号）。

## 历史
程砚秋在北京曾经居住过许多地方。其中位于西四北三条的这处住宅为程砚秋自1937年下半年由东城什锦花园迁来后，至1958年3月9日逝世前所居住，被作为“程砚秋故居”定为北京市文物保护单位。

## 建筑
程砚秋故居为坐北朝南的两进院落，面积约有390平方米。前院、后院由月亮门和垂花门相连。故居的建筑格局、内部陈设基本保持着程砚秋生前的原状。
- 前院：前院有北房四间，为客厅和书房，程砚秋命名其为“御霜簃”（“御霜”又称“拒霜”，为芙蓉花的别名）前院还有倒座房四间半，西厢房三间。[1][2]
- 后院：后院有北房六间，为程砚秋夫妇的卧室。此外还有东西厢房各三间。周围有抄手游廊连接。[1]
- 东小跨院：有房数间，饭厅设于此。[1][2]

“御霜簃”经常接待各界名人，比如周扬、田汉、洪深、夏衍、马彦祥、陈叔通、马寅初、马叙伦、李济深、周恩来等等。